# NGC 113
NGC 113 ist eine Elliptische Galaxie vom Hubble-Typ E/S0 im  Sternbild Walfisch südlich der Ekliptik. Sie ist schätzungsweise 203 Millionen Lichtjahre von der Milchstraße entfernt und hat einen Durchmesser von etwa 85.000& Lichtjahren.
Im selben Himmelsareal befinden sich u. a. die Galaxien NGC 114, NGC 118, NGC 120, NGC 124.
Das Objekt wurde am 27. August 1876 vom deutschen Astronomen Ernst Wilhelm Leberecht Tempel entdeckt.